# Philly soul
Philadelphia/Philly soul (někdy Sweet Philly, Philadelphia Sound) je odvozenina soulového žánru, která je charakteristická funkovým ovlivněním a bohatým aranžmá s důrazem na hudební pozadí.
Philly soul představuje rozsáhlou orchestrální smyčcovou sekci (obvykle se nahrávek účastnily filharmonické orchestry), rovněž dechovou sekci. Zvonkohra je dalším typickým hudebním nástrojem philly hudby. Obvykle mají zvonkohry i svá soul-jazzově orientovaná sóla.
Tento žánr byl také předchůdcem disco hudby, liší se pouze tím, že zde je více jazzových, popových a R&B prvků.

## Styl
Jelikož philly soul je zaměřen především na aranžmá a na tom správném "zvuku" a protože spousta kapelníků bylo v "anonymitě" (filharmonické soubory), tento žánr je popisován jako žánr producentů.
Mezi skladatele a producenty žánru patří Thom Bell, Linda Creed, Dexter Wansel, Gene McFadden, John Whitehead, Kenny Gamble, Leon Huff (Kenny a Leon se podíleli na vzniku Philadelphia International Records). Nejvýznamnější kapelou je instrumentální MFSB
Největší hit tohoto žánru byl zřejmě TSOP (The Sound of Philadelphia) (1974) od kapely MFSB.
Tento styl měl také veliký vliv na jiné pozdější kapely z Filadelfie, nejznámější z nich jsou Boyz II Men, Jill Scott, Musiq Soulchild.

## Skladatelé
- Gamble and Huff

## Někteří interpreti
| - The Intruders - The Jones Girls - The O'Jays - Teddy Pendergrass - McFadden & Whitehead - Billy Paul - Harold Melvin & The Blue Notes - The Delfonics - The Three Degrees - MFSB |  | - Lou Rawls - Grover Washington, Jr. (smooth jazzový saxofonista) - The Trammps - Daryl Hall & John Oates (brzká léta) - Vince Montana, Jr. & Salsoul Orchestra (nebyli přímo z Filadelfie) - People's Choice - Loleatta Holloway - Barry White - David Bowie (v období kolem roku 1975) |